# Wiesentäler um Hohenahr und die Aartalsperre
Wiesentäler um Hohenahr und die Aartalsperre este o arie protejată (arie de protecție specială avifaunistică — SPA) din Germania întinsă pe o suprafață de 2.036,9 ha, integral pe uscat.

## Localizare
Centrul sitului Wiesentäler um Hohenahr und die Aartalsperre este situat la coordonatele 50°38′38″N 8°29′08″E / 50.6439°N 8.4856°E.

## Înființare
Situl Wiesentäler um Hohenahr und die Aartalsperre a fost declarat arie de protecție specială avifaunistică în noiembrie 2004 pentru a proteja 53 de specii de animale.

## Biodiversitate
Situată în ecoregiunea continentală, aria protejată nu include niciun habitat protejat.
La baza desemnării sitului se află mai multe specii protejate de  păsări (53): fluierar de munte (Actitis hypoleucos), pescăruș albastru (Alcedo atthis), rață sulițar (Anas acuta), rață lingurar (Anas clypeata), rață mică (Anas crecca crecca), rață fluierătoare (Anas penelope), rață cârâitoare (Anas querquedula), Anas strepera strepera, fâsă de luncă (Anthus pratensis), Ardea cinerea cinerea, rață-cu-cap-castaniu (Aythya ferina), rața moțată (Aythya fuligula), Aythya marila, rață roșie (Aythya nyroca), buhai de baltă (Botaurus stellaris stellaris), fugaci de țărm (Calidris alpina), prundaș gulerat mare (Charadrius hiaticula), chirighiță neagră (Chlidonias niger), barză neagră (Ciconia nigra), erete vânăt (Circus cyaneus), porumbel de scorbură (Columba oenas), prepeliță (Coturnix coturnix), cristeiul de câmp (Crex crex), egretă albă (Egretta alba), șoimul rândunelelor (Falco subbuteo), becațină comună (Gallinago gallinago), Gavia arctica arctica, cufundar mic (Gavia stellata), sfrâncioc roșiatic (Lanius collurio), sfrâncioc mare (Lanius excubitor excubitor), pescăruș râzător (Larus ridibundus), ciocârlie de pădure (Lullula arborea), Mergellus albellus, Mergus merganser merganser, gaia neagră (Milvus migrans), gaia roșie (Milvus milvus), rață cu ciuf (Netta rufina), pietrar sur (Oenanthe oenanthe), vultur pescar (Pandion haliaetus), cormoran mare (Phalacrocorax carbo carbo), Podiceps cristatus cristatus, Podiceps grisegena grisegena, Podiceps nigricollis nigricollis, Rallus aquaticus aquaticus, mărăcinar (Saxicola rubetra), mărăcinar negru (Saxicola torquatus), chiră de baltă (Sterna hirundo), Tachybaptus ruficollis ruficollis, fluierar de mlaștină (Tringa glareola), fluierar cu picioare verzi (Tringa nebularia), fluierarul de zăvoi (Tringa ochropus), fluierarul cu picioare roșii (Tringa totanus), nagâț (Vanellus vanellus).